# Oğuz Çetin
Oğuz Çetin (né le 15 février 1963) est un footballeur turc qui jouait au poste de milieu à Fenerbahçe. 
Il compte 70 sélections et 3 buts en équipe de Turquie entre 1988 et 1998. Il a notamment disputé l'Euro 1996 en Angleterre.

## Parcours d'entraineur
- déc. 2002-2003 :  Fenerbahçe
- 2004-sep. 2004 :  Kayseri Erciyesspor
- oct. 2004-déc. 2004 :  Genclerbirligi
- jan. 2005-2005 :  Diyarbakirspor
- fév. 2010-juil. 2010 :  Turquie
- déc. 2012-avr. 2013 :  Boluspor
- 2014-déc. 2014 :  Khazar Lankaran
- fév. 2017-avr. 2017 :  Gaziantep BB